# Demon Slayer: Kimetsu no Yaiba – The Movie: Mugen Train
Demon Slayer: Kimetsu no Yaiba – The Movie: Mugen Train (jap. 劇場版 鬼滅の刃 無限列車編 Gekijōban Kimetsu no yaiba Mugen ressha-hen), znany również jako Demon Slayer: Mugen Train – japoński film animowany z 2020 na podstawie mangi Miecz zabójcy demonów – Kimetsu no Yaiba autorstwa Koyoharu Gotōge. Za reżyserię odpowiadał Haruo Sotozaki, a za produkcję studio Ufotable. Film jest bezpośrednią kontynuacją pierwszego sezonu serialu anime.
Premiera w Japonii odbyła się 16 października 2020, natomiast do polskich kin produkcja trafiła 9 grudnia 2022.

## Fabuła

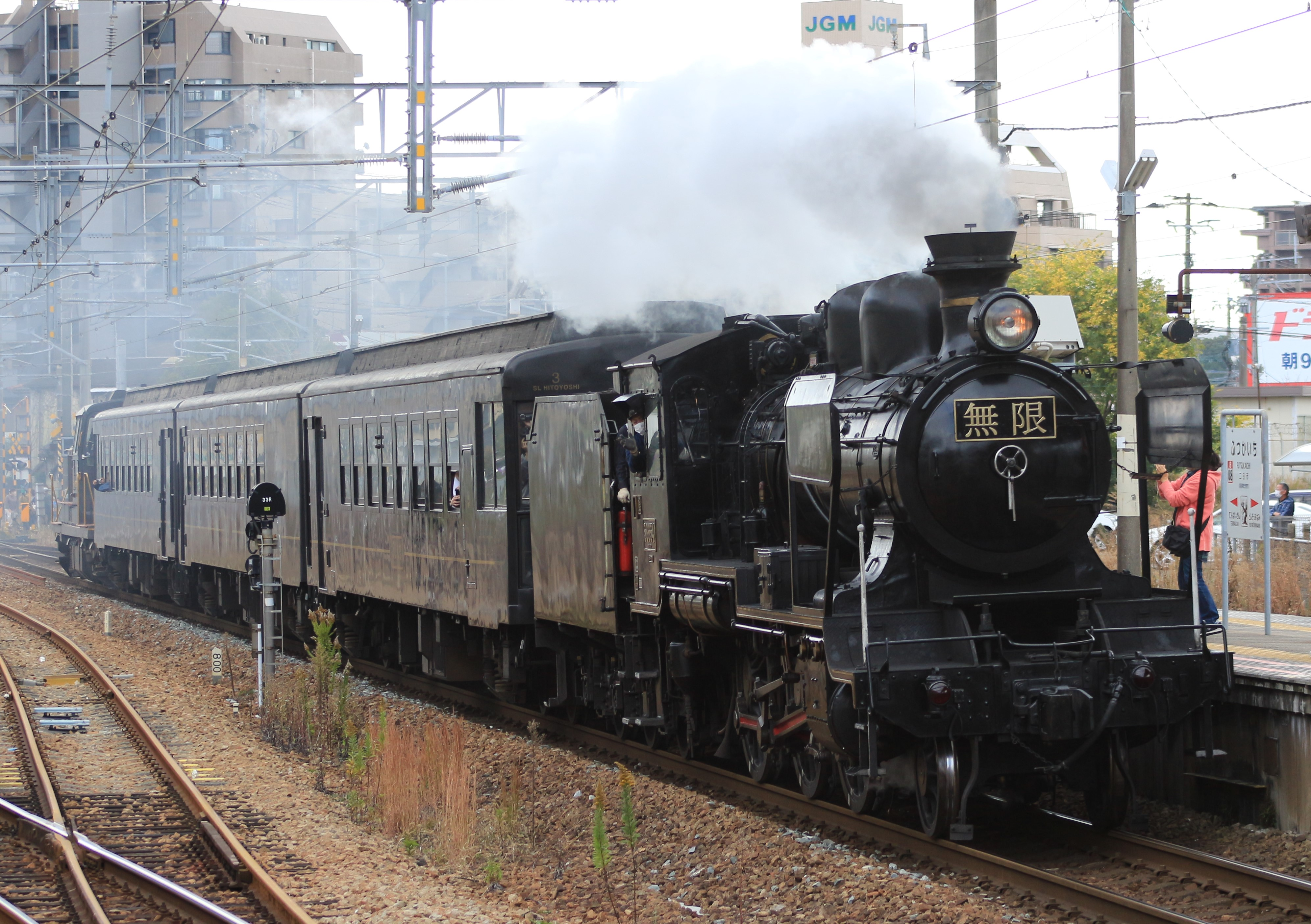
Specjalny pociąg „SL Kimetsu no Yaiba” firmy Kyushu Railway Company

Kagaya Ubuyashiki, lider Korpusu Zabójców Demonów, wraz ze swoją żoną Amane odwiedza cmentarz, na którym pochowani są polegli wojownicy korpusu. Opłakując tych, którzy oddali życie w wojnie przeciwko królowi demonów, Muzanowi Kibutsujiemu, ogłasza, że ludzki duch zawsze podejmie wyzwanie.
Tanjiro Kamado, jego demoniczna młodsza siostra Nezuko oraz jego przyjaciele Zenitsu Agatsuma i Inosuke Hashibira wsiadają do Nieskończonego Pociągu, aby pomóc Filarowi Płomienia, Kyojuro Rengoku, w misji odnalezienia demona, przez którego zaginęło 40 osób. Wkrótce po wejściu na pokład zostają zaatakowani przez dwa demony, które Kyojuro szybko zabija. Niedługo potem wszyscy, z wyjątkiem Nezuko, zapadają w głęboki sen za sprawą Enmu, jednego z demonów należących do Dwunastu Demonicznych Księżyców.
Enmu rozkazuje czterem pasażerom, cierpiącym na ciężką bezsenność, by weszli do snów zabójców demonów i zniszczyli ich duchowe rdzenie, aby ich unieszkodliwić. W zamian Enmu obiecuje im spokojny sen. Podczas snu zabójcy demonów doświadczają idealistycznych snów: Tanjiro ponownie spotyka swoją zmarłą rodzinę, Kyojuro wspomina swoją przeszłość z młodszym bratem Senjuro i ich ojcem alkoholikiem, Shinjuro. Zenitsu wyobraża sobie życie u boku Nezuko, a Inosuke widzi siebie jako przywódcę. Jednak pasażerom nie udaje się zniszczyć duchowych rdzeni wojowników. Dzięki pomocy Nezuko Tanjiro uświadamia sobie, że śni. Ze łzami w oczach opuszcza swoją rodzinę i próbuje się obudzić. Ostatecznie udaje mu się to po wizji jego ojca, który każe mu zabić samego siebie we śnie.
Na polecenie brata Nezuko używa swojej Demonicznej Sztuki Krwi, Eksplodującej Krwi, aby zerwać połączenie intruzów z innymi, co powoduje ich przebudzenie. Wściekli, że zostali pozbawieni własnych snów, atakują Tanjiro, jednak on nokautuje ich wszystkich z wyjątkiem swojego intruza, który, mimo cierpienia na gruźlicę, odmówił spełnienia rozkazu Enmu i skrzywdzenia Tanjiro. Podczas gdy Nezuko budzi pozostałych, Tanjiro staje do walki z Enmu na dachu pociągu i ścina mu głowę. Jednak demon ujawnia, że połączył się z całym pociągiem i przygotowuje się do pożarcia wszystkich pasażerów na pokładzie.
Gdy wszyscy się budzą, Kyojuro instruuje Inosuke i Tanjiro, aby odnaleźli szyję Enmu, podczas gdy on, Nezuko i Zenitsu zostają, by chronić pasażerów. Tanjiro i Inosuke znajdują kręgosłup Enmu w lokomotywie, ale zostają zaatakowani przez jego mechanizmy obronne, w tym Demoniczną Sztukę Krwi, która nieustannie usypia ich w trakcie walki. W zamieszaniu konduktor, będący pod kontrolą Enmu, dźga Tanjiro w brzuch. Dzięki swojej masce, która czyni go odpornym na hipnozę Enmu, Inosuke lokalizuje i odsłania szyję demona, umożliwiając Tanjiro jej przecięcie. To ostatecznie zabija Enmu i wykoleja pociąg. Gdy Tanjiro próbuje dojść do siebie po odniesionej ranie, Kyojuro przybywa mu na pomoc i uczy go, jak stabilizować obrażenia za pomocą technik oddechu.
Nagle zostają zaatakowani przez wyższego rangą demona, Akazę, który, wyczuwając ogromną siłę Kyojuro, próbuje przekonać go do przemiany w demona i osiągnięcia nieśmiertelności. Kyojuro stanowczo odmawia, po czym rozpoczyna się zaciekła walka na śmierć i życie, w której Tanjiro i Inosuke nie są w stanie mu pomóc. Pomimo niezwykłej wytrwałości, Kyojuro nie jest w stanie dorównać zdolnościom regeneracyjnym Akazy i stopniowo słabnie od odniesionych ran. W akcie desperacji wykonuje swoją najsilniejszą technikę, jednak Akaza zadaje mu śmiertelną ranę, przebijając jego splot słoneczny. Wykorzystując resztki sił, Kyojuro próbuje unieruchomić Akazę wystarczająco długo, aby słońce mogło go zabić, jednocześnie starając się odciąć mu głowę. Jednak Akaza ostatecznie wyrywa się i ucieka do pobliskiego lasu tuż przed świtem.
W desperackiej próbie powstrzymania go, rozwścieczony Tanjiro rzuca swoim mieczem w Akazę, przebijając klatkę piersiową demona. Mimo to Akaza ucieka, a Tanjiro wpada w rozpacz, nazywając go tchórzem i ogłaszając Kyojuro zwycięzcą ich pojedynku, ponieważ spełnił swój obowiązek i ochronił wszystkich pasażerów. W swoich ostatnich chwilach Kyojuro prosi Tanjiro, aby odwiedził posiadłość jego rodziny i zapoznał się z zapiskami poprzednich Filarów Płomienia, które mogą pomóc mu lepiej zrozumieć technikę Tańca Boga Ognia. Dodatkowo zachęca Tanjiro i jego przyjaciół, by nie przestawali się rozwijać i nigdy nie poddawali się w obronie innych. Po tych słowach Kyojuro umiera od poniesionych ran, spotykając swoją matkę w zaświatach. Podczas gdy Tanjiro i jego przyjaciele opłakują jego śmierć, reszta Filarów otrzymuje tragiczną wiadomość. Kagaya Ubuyashiki oddaje Kyojuro cześć za to, że nie pozwolił, by choć jeden pasażer lub towarzysz zginął w jego obecności, stwierdzając, że z radością ponownie się z nim spotka, gdy nadejdzie jego czas.

## Obsada
| Postać             | Seiyū               |
| ------------------ | ------------------- |
| Tanjiro Kamado     | Natsuki Hanae       |
| Nezuko Kamado      | Akari Kitō          |
| Zenitsu Agatsuma   | Hiro Shimono        |
| Inosuke Hashibira  | Yoshitsugu Matsuoka |
| Kyojuro Rengoku    | Satoshi Hino        |
| Enmu               | Daisuke Hirakawa    |
| Akaza              | Akira Ishida        |
| Ruka Rengoku       | Megumi Toyoguchi    |
| Shinjuro Rengoku   | Rikiya Koyama       |
| Senjuro Rengoku    | Jun’ya Enoki        |
| Tanjuro Kamado     | Shin’ichirō Miki    |
| Kie Kamado         | Hōko Kuwashima      |
| Takeo Kamado       | Yō Taichi           |
| Hanako Kamado      | Konomi Kohara       |
| Shigeru Kamado     | Kaede Hondo         |
| Rokuta Kamado      | Aoi Koga            |
| Shinobu Kocho      | Saori Hayami        |
| Gyomei Himejima    | Tomokazu Sugita     |
| Tengen Uzui        | Katsuyuki Konishi   |
| Sanemi Shinazugawa | Tomokazu Seki       |
| Obanai Iguro       | Ken’ichi Suzumura   |
| Giyu Tomioka       | Takahiro Sakurai    |
| Kagaya Ubuyashiki  | Toshiyuki Morikawa  |
| Amane Ubuyashiki   | Rina Satō           |

## Produkcja
Yūma Takahashi, producent serialu anime, wyraził zainteresowanie kontynuacją serii z zespołem produkcyjnym Ufotable. Po sukcesie serialu telewizyjnego zatwierdzono projekt kontynuacji. Ze względu na szybkie tempo oraz stosunkowo krótką treść wątku „Mugen Train” uznano, że najlepiej sprawdzi się format filmu. Główna obsada została poinformowana o projekcie w połowie pierwszego sezonu. Za produkcję odpowiadał ten sam zespół, który pracował nad serialem, a aktorzy głosowi ponownie wcielili się w swoje role. Haruo Sotozaki objął stanowisko reżysera, a Akira Matsushima pełnił funkcję projektanta postaci. Film ogłoszono 28 września 2019, tuż po emisji finałowego odcinka pierwszego sezonu anime.

## Wydanie
Film zadebiutował w japońskich kinach 16 października 2020. Ponieważ inne duże premiery zostały opóźnione z powodu pandemii COVID-19, liczba dostępnych ekranów była większa niż zwykle. Film został wyświetlony łącznie w 403 kinach, w tym we wszystkich 38 kinach IMAX w kraju. W Polsce film trafił do kin 9 grudnia 2022.
Pierwsza część drugiego sezonu serialu anime, zatytułowana Mugen Train Arc, to rozszerzona wersja filmu, składająca się łącznie z 7 odcinków. Pierwszy z nich to całkowicie nowa historia, ukazująca wydarzenia z perspektywy Kyojuro tuż przed fabułą filmu. Pozostałe 6 odcinków stanowi przemontowane sceny filmowe z drobnymi zmianami dostosowanymi do formatu odcinkowego. Seria była emitowana w Japonii od 10 października do 28 listopada 2021.

## Odbiór
Całkowity światowy przychód z filmu Demon Slayer: Kimetsu no Yaiba the Movie: Mugen Train wynosi ponad 507 milionów dolarów przy sprzedaży ponad 41 milionów biletów, co czyni go najbardziej dochodowym filmem 2020 roku, a także najbardziej dochodowym japońskim filmem wszech czasów. Był to pierwszy przypadek w historii kina, kiedy produkcja spoza Hollywood zajęła pierwsze miejsce w rocznym światowym box office. Film stał się również najbardziej dochodową animacją z kategorią R w historii, wyprzedzając Sausage Party.